# Lijst van vliegvelden in Azië
Dit is een lijst van vliegvelden in Azië. Zie voor een algemeen overzicht van vliegvelden de lijst van luchthavens.

## C

### China
- Changsha (Hunan): Internationale luchthaven Changsha Huanghua
- Chengdu (Sichuan): internationale luchthaven Chengdu Shuangliu
- Chongqing: Internationale luchthaven Chongqing Jiangbei
- Dalian (Liaoning): Internationale luchthaven Dalian Zhoushuizi
- Guangzhou (Guangdong): Internationale luchthaven Guangzhou Baiyun
- Guiyang (Guizhou): Internationale luchthaven Guiyang Longdongbao
- Haikou (Hainan): Internationale luchthaven Haikou Meilan
- Hangzhou (Zhejiang): Internationale luchthaven Hangzhou Xiaoshan
- Hongkong: Hong Kong International Airport
- Hongkong: Luchthaven Kai Tak
- Kunming (Yunnan): Internationale luchthaven Kunming Changshui
- Macau: Macau International Airport
- Peking: Peking Capital
- Peking: Peking Daxing
- Xinjiang: Ürümqi Diwopu International Airport
- Shanghai: Luchthaven Sjanghai Pudong
- Tibet: Chamdo Bangda Airport
- Tibet: Luchthaven Lhasa Gonggar
- Tibet: Ngari Airport
- Tibet: Nyingtri Airport
- Wenzhou: Wenzhou Yongqiang Airport

### Cyprus
- Luchthaven Larnaca
- Luchthaven Paphos

## F

### Filipijnen
- Angeles: Diosdado Macapagal International Airport (Clark International Airport)
- Bacolod / Silay City: Bacolod-Silay City International Airport (in aanbouw)
- Cagayan de Oro: Laguindingan International Airport
- Cebu: Mactan-Cebu International Airport
- Davao: Francisco Bangoy International Airport (Davao International Airport)
- General Santos: General Santos International Airport (Tambler Airport)
- Iloilo: Iloilo International Airport
- Laoag: Laoag International Airport
- Legazpi: Legazpi City International Airport (gepland)
- Manila: Ninoy Aquino International Airport
- Subic (Zambales): Subic Bay International Airport
- Tagbilaran / Panglao: Panglao Island International Airport (gepland)
- Zamboanga: Zamboanga International Airport

## G

### Georgië
- Ambrolaoeri: Luchthaven Ambrolaoeri
- Batoemi: Alexander Kartveli Batoemi Internationale luchthaven
- Koetaisi: David de Bouwer Koetaisi Internationale luchthaven
- Mestia:  Koningin Tamar Mestia luchthaven
- Natachtari: Vliegveld Natachtari
- Tbilisi: Tbilisi Sjota Roestaveli Internationale luchthaven
- Telavi: Telavi Vliegveld Mimino

## I

### Indonesië
- Bandung: Internationale Luchthaven Husein Sastranegara
- Denpasar: Luchthaven Ngurah Rai Denpasar
- Jakarta: luchthaven Soekarno-Hatta Jakarta
- Maumere: Luchthaven Waioti
- Padang: luchthaven Minangkabau Padang
- Samarinda: Luchthaven Temindung
- Semarang: Luchthaven Achmad Yani Semarang
- Soemba: Luchthaven Tambolaka
- Waingapu: Luchthaven Mau Hau Waingapu

## J

### Jemen
- Aden: Aden International Airport
- Sanaa: Sanaa International Airport

## M

### Maldiven
- Gan International Airport
- Hanimaadhoo Airport
- Kaadedhdhoo Airport
- Kadhdhoo Airport
- Malé International Airport

## N

### Nepal
- Luchthaven Lamidanda
- Luchthaven Lukla

## S

### Singapore
- Singapore: Internationale Luchthaven Changi

## T

### Thailand
- Bangkok: Internationale Luchthaven Suvarnabhumi
- Bangkok: Internationale Luchthaven Don Muang
- Chiang Mai: Internationale Luchthaven Chiang Mai
- Hat Yai: Internationale Luchthaven Hat Yai
- Ko Samui: Luchthaven Ko Samui
- Phuket: Internationale Luchthaven Phuket

## V

### Vietnam
- Ho Chi Minhstad: Internationale Luchthaven Tân Sơn Nhất
- Hanoi: Internationale Luchthaven Noi Bai
- Đà Nẵng: Internationale Luchthaven Đà Nẵng

Afrika · Australië · Azië · Europa · Noord-Amerika · Zuid-Amerika